# حومه شهر

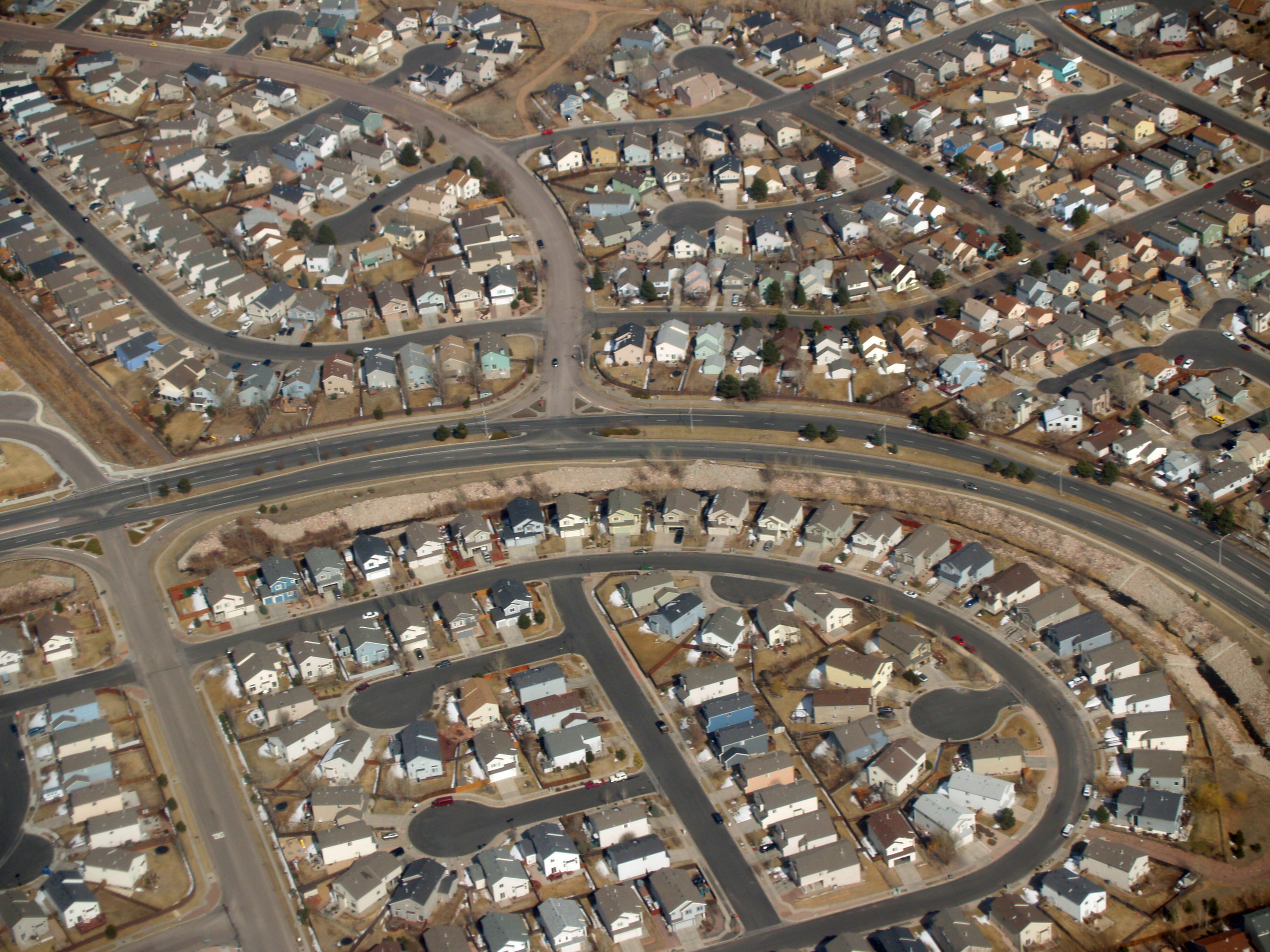
محدوده مسکونی در کلرادو اسپرینگز، کلرادو. بن‌گرد مشخص کنندهٔ طراحی حومه شهری است.

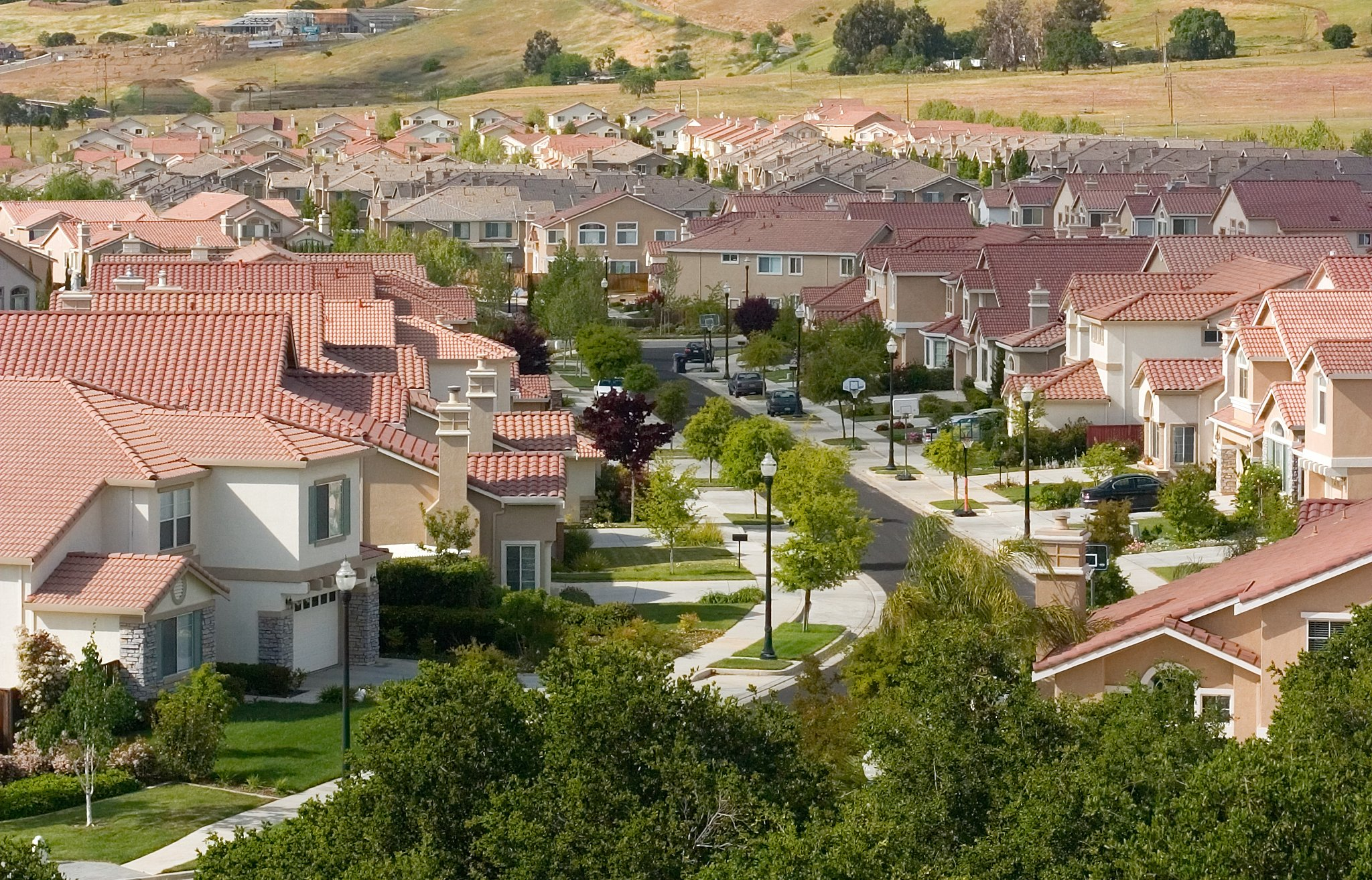
توسعه حومه شهری در سن خوزه، کالیفرنیا.

حومه شهری (به انگلیسی: Suburb) منطقه مسکونی‌ است که بخشی از شهر یا بخش مسکونی جدا شده‌ای از شهر است.
برخی از حومه‌های شهری دارای مدیریت جداگانه و مستقلی هستند و به‌طور معمول دارای تراکم جمعیت کمتری نسبت به بخش‌های داخلی شهر هستند. حومه‌های شهری در سده‌های ۱۹ و ۲۰ و بعد از توسعه یافتن خطوط ریلی و جاده‌ها ایجاد شدند و به مرور زمان بر جمعیت آنها افزوده شد. حومه‌های شهری معمولاً در زمین‌های مسطح در اطراف شهرها بنا می‌گردند.

## تاریخچه در ایران
شهرهای باستانی ایران از سه قسمت کهن دژ، شارستان و ربض تشکیل می‌شده‌اند. ربض در فرهنگ فارسی عمید به معنای «دیوار دور شهر و خانه‌های اطراف آن» است و در شهرسازی به معنا «شار بیرونی» است.
ربض پس از اسلام‌به فضاهای بیرون از شارستان اطلاق می‌شد. مجموعه ای مرکب از محلات، خانه‌ها، بازارها، باغات و مراتع مردمی که در طبقات ممتاز دولت ساسانی قرار نمی‌گرفتند، در این قسمت قرار داشته‌است. گفته شده‌است این بخش در فروپاشی دولت ساسانی به هنگام ورود مسلمانان نقشی اساسی داشتند و پس از اسلام و از میان رفتن نظام طبقاتی ساسانی تبدیل به بخش اصلی شهر شد.
بتدریج برطبق ویژگی‌هایی که شهرنشینی و شهرسازی پس از حاکمیت اسلام دارا شد تغییراتی در ساخت شهرها صورت گرفت. توسعه شهرنشینی باعث گسترش حومه (ربض) شهرها شد، این حومه‌ها که در زمان ساسانیان از مهاجران و روستاییان ساکن در آنها تشکیل شده بود، از نظر شهری تکامل یافته و دارای فضاها و نهادهای شهری شده و اهمیت بیشتری نسبت به شارستان پیدا کرد. «اصطخری» در وصف ری می‌نویسد: «و شارستان بیشتر خراب است و ربض آبادان است.» گاهی نیز ربض و شارستان یکی می‌شد چنان‌که «بخارا» در قرن سوم هجری چنین شد بازارها که قبلاً در نزدیکی دروازه‌های شهر جای داشتند از یک طرف در امتداد راه‌های اصلی که به مرکز شهرها ختم می‌شد و از سویی دیگر در امتداد راه‌ها و جاده‌های اصلی که به بیرون شهر ادامه داشت گسترش یافتند و دارای فضاها و عناصر داخلی و شهری شدند.
هر قسمت و فضایی به عرضه یا تولید کالاهایی خاص اختصاص یافت و کاروانسراها و انبارهایی نیز برای جوابگویی به نیازهای جدید ایجاد شد. مساجد و به ویژه مسجد جامع مرتبط با بازار از نظر فضا، و در نزدیکی ارگ (در مرکز قدیمی شهر) یا در ربض ساخته می‌شد.

## ربض و حاشیه نشینی مدرن
«حاشیه‌نشینی معمولاً به صورت شهرک‌نشینی در اطراف شهرها دیده می‌شود، به عبارت دیگر شهرک‌های حاشیه‌نشینان در اصل «روستای شهر» یا «شهرک‌های روستا گونه درون‌شهر» هستند.» (خبرگزاری ایسنا، ۵ آبان ۱۳۹۹). با وجود برخی شباهت‌ها با ربض حاشیه نشینی تفاوت‌های مهمی هم با آن دارد. تراکم جمعیتی (معمولاً پیش‌بینی نشده) و گسترش خارج از برنامه (که اصولاً برای شهر مرکزی تدوین می‌گردد) معمولاً منجر به نقص در خدمات‌رسانی به این نواحی می‌گردد.
«در مناطق حاشیه‌نشین یک نوع فرهنگ خاص شکل می‌گیرد که تفاوت جزئی با بقیه مناطق حاشیه‌نشین و یک تفاوت عمده با فرهنگ آن شهر دارد که این تفاوت فرهنگ نتیجه منفی ایجاد می‌کند برای اینکه این فرهنگ، فرهنگی بالنده و فاخر نخواهد بود و تبعاتی دارد.» (خبرگزاری ایسنا، ۵ آبان ۱۳۹۹)
«یکی از این تبعات افزایش تضاد طبقاتی است و وقتی جدا گزینی مکانی اتفاق می‌افتد دو فضای متفاوت به وجود می‌آید، در گذشته معمولاً حالتی از تضاد طبقاتی در شهرها به وجود نمی‌آمده و تضاد طبقاتی در قالب تضادهای فردی در محلات وجود داشته‌است.» (خبرگزاری ایسنا، ۵ آبان ۱۳۹۹)